# Chrissy Amphlett
Christine Joy Amphlett, también conocida como Chrissy Amphlett (Geelong, Victoria, Australia, 25 de octubre de 1959 - Nueva York, 21 de abril de 2013) fue una cantante australiana. Fue la voz principal de la banda de rock Divinyls. Era recordada por su comportamiento gracioso, descarado, sin tapujos y abiertamente sexual en su personalidad y en su forma de ser y en muchas de las letras de sus canciones. A los 53 años de edad murió como consecuencia de un cáncer de mama. Amphlett junto a Jeremy Paul de Air Supply, y Mark McEntee formó en los años 80 la agrupación Divinyls. 
Amplett creció en Geelong como cantante y bailarina. Abandonó su hogar cuando era adolescente y viajó a Reino Unido, Francia y España, donde fue encarcelada por tres meses por cantar en las calles.
En mayo de 2001, la canción de Divinyls «Science Fiction», escrita por Amphlett y el guitarrista principal Mark McEntee, fue seleccionada por la Australasian Performing Right Association (APRA) como una de las mejores 30 canciones australianas de todos los tiempos. Amphlett y McEntee apenas hablaron entre ellos después de la separación de la banda en 1996, pero volvieron a ponerse en contacto cuando fueron admitidos en el ARIA Hall of Fame de 2006, finalmente anunciando una nueva gira y álbum.

## Divinyls
Amphlett conoció a Mark McEntee en un concierto en la Ópera de Sídney en 1980, y formaron Divinyls poco después. Después de varios años de actuaciones en directo en Sídney, grabaron varias canciones que serían usadas en la banda sonora de la película Monkey Grip.
Divinyls fue una banda con una alineación siempre cambiante en torno a Amphlett y McEntee, cuya relación fue inestable a lo largo de su carrera. No obstante, la banda publicó seis álbumes entre 1982 y 1996, cuyo mayor éxito ocurrió en 1991 con el sencillo «I Touch Myself», que alcanzó el número 1 en Australia, 10 en el Reino Unido y 4 en Estados Unidos. Divinyls no publicó un nuevo álbum durante casi seis años, separándose cerca del momento del lanzamiento de Underworld en Australia. Amphlett vivió en Nueva York con su esposo, concentrándose en una carrera en solitario y escribiendo su autobiografía Pleasure and Pain: My Life.
Amphlett y McEntee apenas hablaron entre ellos después de la separación de la banda en 1996, pero volvieron a ponerse en contacto cuando fueron admitidos en el ARIA Hall of Fame de 2006, finalmente anunciando una nueva gira y álbum.

## Otros trabajos
Amphlett también ha trabajado como actriz. Hizo su debut en la película Monkey Grip, en la que ella tuvo un papel secundario como la temperamental cantante de una banda de rock vagamente basada en la suya propia, Divinyls.
En 1988, Amphlett protagonizó junto a Russell Crowe la primera producción australiana de la escena musical de Will Russell Blood Brothers.
Amphlett fue elegida originalmente para hacer de Judy Garland en la producción original de la gira The Boy From Oz, sobre la vida de Peter Allen. Sin embargo, Amphlett fue reemplazada en el papel por Isabel Keating cuando el espectáculo hizo su debut en Broadway en 2003, aunque retomó el papel en la gira australiana.
En una entrevista en el programa Nine Network A Current Affair, el 7 de diciembre de 2007, Amphlett reveló que tenía esclerosis múltiple. El 20 de octubre de 2010, se anunció que tenía cáncer de mama y que estaba siendo tratado en Nueva York donde vivía con su marido. Ella también dijo que su hermana es una sobreviviente de cáncer de mama. El 24 de enero de 2011, se afirmó que estaba libre de cáncer. 
La que fuera vocalista de la banda Divinyls, murió el 21 de abril de 2013 en su casa de Nueva York rodeada por su familia y amigos después de una larga batalla contra el cáncer de mama, informó la emisora de radio ABC. Tenía 53 años. Debido a que también sufría esclerosis múltiple, Amphlett no pudo recibir tratamiento de radiación o quimioterapia para el cáncer. Tras el anuncio de la muerte de Amphlett, se recibieron numerosos homenajes a los artistas, intérpretes y los músicos. Russell Crowe escribió: "RIP Chrissie Amphlett, (ella) fue mi madre en Hermanos de Sangre, 1988."
Mark McEntee declaró que lo invade la nostalgia a pesar de la relación inestable que mantenía con su compañera de banda Christina Amphlett, se conocieron en 1980 y en 1982 iniciaron una relación algo rara, con subidas y bajadas frecuentes, a veces con peleas físicas, verbales, y consumo de alcohol y drogas, hasta 1993, sin embargo tanto Chrissy Amphlett y Mark McEntee eran personas muy maduras y posteriormente a su relación siguieron siendo muy grandes amigos pero en 1996 se separó la banda, hasta 2007 que volvieron por un pequeño periodo de tiempo. 